# هانس داهل (رسام توضيحي)
هانس داهل (بالنرويجية: Hans Normann Dahl)‏ (و. 1937 – 2019 م) هو رسام توضيحي، ورسام، ومصصم جرافك نرويجي، ولد في لورينسكوغ، توفي عن عمر يناهز 82 عاماً.

## جوائز
حصل على جوائز منها:
- قائد الفنون والآداب (17 يناير 2013)[6]
- جائزة المنافسة العامة  [لغات أخرى]‏ (1946)